# NN-43
La carretera NN-43 es una vía departamental secundaria ubicada en el departamento de Madriz. Esta carretera conecta el municipio de San José de Cusmapa con San Juan de Río Coco, y sirve como una vía de conexión clave en esta zona rural del norte del país.

## Trazado y cruces
La vía atraviesa terrenos montañosos con comunidades rurales intermedias:
| km  | Localidad            | Departamento | Conexión / Ruta      |
| --- | -------------------- | ------------ | -------------------- |
| 0   | San José de Cusmapa  | Madriz       | NN-42                |
| 2,5 | El Manzano           | Madriz       | Camino local         |
| 5,7 | San Juan de Río Coco | Madriz       | Camino a Palacagüina |

## Coordenadas
Uno de los tramos de la NN-43 puede ser encontrado en las coordenadas: 13°27′20″N 86°20′56″O / 13.4555, -86.3490